# Дніпровсько-окська мова
Дніпровсько-окська мова (східно-периферійна, дніпровсько-балтська) — одна або кілька балтійських мов, що реконструюються за даними топоніміки . Займала район басейнів верхнього Дніпра, Десни, верхів'я Західної Двіни, верхньої та середньої Оки, Сейму (сучасні Білорусь, захід Росії, північ України).
За даними археології, до IV-V століть н. е. представлена культурами: дніпро-двінської, київської, мощинської, та москворецьких городищ; з V століття на основі першої формується тушемлінська культура, що поступово стає слов'янською (до VIII-IX століть). Релікти мощинської культури зберігаються на північ від її ареалу до XI—XII століть (голядь). В основному витіснені слов'янськими мовами протягом VII—VIII ст. Єдиним відомим етнонімом є голядь.
Є кілька місць на території Східної Європи, де балтська присутність не викликає сумнівів. Найбільших з них є два:
- дніпровський — найбільший, крім того, членується на окремі відносно самостійні гідронімічні ареали (Березинський, Созький, Прип'ятський, Деснянський басейни), що охоплює північну половину басейну Дніпра від його витоків до Києва (і навіть південніше, пор. Вілія, Шандра та ін.) і налічує (вважаючи варіанти назв і те, що часто одна й та сама назва може відноситися до кількох, іноді багатьох водних об'єктів) до п'яти-шести сотень безсумнівних балтських гідронімів. Хоча їх поширення по всьому дніпровському басейну нерівномірне і сильні скупчення чергуються із суттєво розрідженими щодо балтизмів проміжками, загалом є підстави говорити про безперервність балтського гідронімічного елементу в басейні Дніпра.
- окський - басейн Оки, кілька сотень балтійських гідронімів + часті запозичення в поволзько-фінських мовах. Однак за течією Оки прорідженість балтизмів у верхів'ях, тим більше практична відсутність їх у межах Рязанської та Нижегородської областей, поєднується з густотою балтського гідронімічного шару в межах Калузької та Московської областей і, що дивно, зі згущенням балтизмів у найнижчій її течії.

Поява в Середньому Поволжі очевидних гідронімічних балтизмів тим паче суттєво, що у світлі останніх даних ранні контакти волзьких фінів з балтами, з одного боку, і предками індо-іранських племен, з іншого, як передбачається, просторово відносяться до Середнього Поволжя, а за часом — до загальнофінської доби між початком І-го тисячоліття до н. е. і VI-VIII століттях н.е. Про ці контакти свідчать часті балтизми в прибалтійско-фінських, а почасти й у поволзько-фінських мовах і, крім того, окремі запозичення в балтійських мовах, які були засвоєні ще з поволзько-фінських мов, як, наприклад, лит. sóra 'просо', 'пшено', латис. sāre, джерелом яких було вихідне *psārā, що пояснює, мабуть, і російське просо, порівн. морд. śora (ерзя), suro (мокша) 'хліб', 'зерно'.